# Museu Adega de Odeceixe
O Museu Adega de Odeceixe é um núcleo museológico na Freguesia de Odeceixe, no Município de Aljezur, no Distrito de Faro, em Portugal.

## História e descrição
Inaugurado em 1992, este museu debruça-se sobre os processos artesanais de produção e armazenamento do vinho, recreando o ambiente típico de uma adega dos inícios do século XX. Possui um espólio de vários instrumentos utilizados neste processo, como as pipas, funis e garrafas, e uma colecção de vários utensílios e mobiliário tradicionais, recolhidos das antigas casas rurais da região.